# کاده (زاکسن-آنهالت)
کاده (به آلمانی: Kade) یک منطقهٔ مسکونی در آلمان است که در یریشو واقع شده‌است. کاده ۷۳۵ نفر جمعیت دارد.